# Aurore Pihl
Aurora Marie "Aurore" Pihl, född 24 september 1850 i Hällestads församling, Östergötlands län, död 26 april 1938 i Strålsnäs, folkbokförd i Norrköpings Matteus församling, Östergötlands län, var en svensk skolgrundare och rösträttskvinna
Aurora Pihl var medgrundare till Pihlska skolan 1880, engagerad inom föreningen för kvinnans politiska rösträtt i Norrköping och var pådrivande för kvinnors rätt till utbildning.

## Biografi
Aurora Pihls mor hette Ulrika Kristina, och hennes fader, som var kronolänsman, Per Johan. Under stora delar av sin uppväxt bodde hon i Askersund, där hon gick i skolan, hos en moster. Vid 1870-talets slut kom hon in på Högre lärarinneseminariet i Stockholm, där hon tog lärarinneexamen. 
Efter examen flyttade hon tillbaka till Östergötland, där hon 1880 grundade Norrköpings norra läroverk för flickor (senare Pihlska skolan) tillsammans med Gerda von Friesen, som hon hade studerat med i Stockholm. Den nya skolan möttes av skepsis: dels eftersom det redan fanns två flickskolor i Norrköping, dels eftersom Norrköping var en industristad med många familjer utan finansiella resurser, och slutligen eftersom det var två unga lärarinnor som grundade skolan.
Inledningsvis bestod skolan, som var belägen på Bredgatan i Norrköpings norra arbetarkvarter, av tolv elever, fördelade på fyra klasser i tre rum. Efter två år hade man dock lyckats utöka elevantalet, och man kunde flytta till större lokaler. Dessutom började man erhålla statligt stöd. Skolan fick ett gott anseende, och ansågs som en av landets främsta privatskolor. Hon var föreståndare för skolan fram till att hon pensionerades 1916.
Pihl var vid sidan av sin skolledarroll engagerad i kampen för rösträtt i Norrköping. Hon var med och grundade Norrköpings kvinnliga rösträttsförening, och var dess vice ordförande. Hon kritiserade bland annat lagstiftning som hindrade kvinnlig yrkesverksamhet, och menade att kvinnor och män borde ha samma lön. Bland annat försökte hon genom rösträttsföreningen övertyga Theodor Zetterstrand att rösta för en motion av Carl Lindhagen om kvinnlig rösträtt.
Aurora Pihl avled 88 år gammal 1938, i Strålsnäs i Boxholms kommun.